# Tomatito

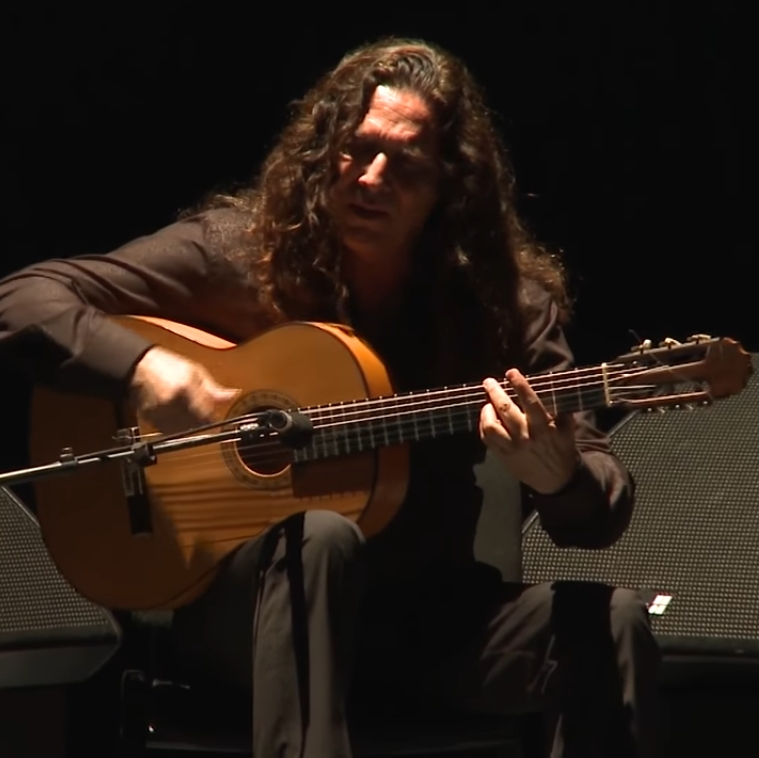
Tomatito (2016)

Tomatito (* 20. August 1958 in Almería) ist der Künstlername des spanischen Flamenco-Gitarristen José Fernández Torres. Er gilt als einer der Pioniere des Flamenco Nuevo.

## Leben
„Tomatito“ (Tomätchen, spanische Verkleinerung von Tomate) wurde am 20. August 1958 in Almería geboren. Schon sein Großvater Miguel Fernández Cortés, besser bekannt als "El Tomate", und sein Vater José Fernández Castro, ebenfalls "El Tomate" genannt, waren bekannte Folklore- und Flamencogitarristen. Es war sein Onkel Tío Miguel, der wohl seine größte Inspiration war und dem Tomatito auf seiner CD Barrio Negro eine Bulería gewidmet hat.
Seinen ersten öffentlichen Auftritt mit Gitarre hatte Tomatito mit 10 Jahren. Mit 12 Jahren zog die Familie von Almería nach Málaga. Dort erlernte er das Spielen der Klarinette. Neben dem Musizieren in verschiedenen Orchestern der Stadt trat er zusammen mit seinem Vater in verschiedenen Tablaos wie die Taberna Gitana auf. Dort hatte er nicht nur den berühmten Flamenco-Gitarristen Paco de Lucía als Zuhörer, sondern lernte auch Camarón de la Isla kennen. Diesem fiel auf einem Festival in Málaga der Gitarrist auf und er erinnerte sich an Tomatito, der damals 15 Jahre alt war. Es begann eine 18 Jahre währende Zusammenarbeit zwischen den beiden Künstlern, die erst mit dem Tod von Camarón endete. Tomatito war mit Paco de Lucía auf vielen Schallplatten Begleitgitarrist Cameróns (Auf Camarón Vivo ist Tomatito alleiniger Begleiter).
In dieser Zeit stand er mit vielen bedeutenden Personen des Flamencos, wie z. B. Enrique Morente, La Susi, Vicente Soto, Pansequito u. a., auf der Bühne. Im Jahr 1987 trat Tomatito mit dem Indal Jazz Cuartet beim V. Festival de Jazz de Madrid auf. Er trat unter anderem in Montreux und New York auf. Mit dem Sänger Manzanita und dem Gitarristen Enrique de Melchor hatte Tomatito das nur kurze Zeit bestehende Trio Oripandó gegründet.
Nach dem Tod von Camarón de la Isla, als dessen Begleitgitarrist er bis zuletzt wirkte, im Jahr 1992 begann Tomatito vermehrt mit anderen Künstlern zu spielen. Er trat auf vielen Festivals auf, u. a. in Istanbul, Lyon und darüber hinaus in der Schweiz, Japan, Deutschland und Frankreich. Seine Bekanntheit erhöhte sich rasant, sodass Künstler wie Frank Sinatra und Elton John mit ihm zusammenarbeiteten.
Im Jahr 1997 wurde Tomatito von der Provinzialregierung Andalusiens offiziell mit der Medalla de Plata ausgezeichnet. Im selben Jahr kam sein erstes Musical mit dem Namen Madre Caballo heraus. Ein Jahr später schrieb er an der Filmmusik für den deutschen Film Bin ich schön? von Doris Dörrie mit.
2000 folgte mit dem Grammy Latino für das beste Jazz-Album Spain (mit dem Pianisten Michel Camilo), mit Musik „im Zwischenreich von Flamenco und Latin-Jazz“, ein weiterer Höhepunkt seiner Karriere. Für París 1987 erhielt er zudem den Latin Grammy als bestes Flamenco-Album.
Neben vielen Tourneen durch die ganze Welt (Argentinien, Japan, Cuba, ganz Europa) steigerte auch der 2001 gedrehte Film Vengo, bei dem er auch als Co-Autor mitwirkte, seine Popularität enorm.

## Diskografie

### Mit Camarón de la Isla
| Jahr | Titel         | Höchstplatzierung, Gesamtwochen, AuszeichnungChartsChartplatzierungen (Jahr, Titel, Platzierungen, Wochen, Auszeichnungen, Anmerkungen) | Anmerkungen |
| Jahr | Titel         | ES | Anmerkungen |
| ---- | ------------- | --- | ----------- |
| 2018 | Montreux 1991 | ES39 (14 Wo.)ES |             |

Weitere Alben
- 1979 La leyenda del Tiempo
- 1981 Como el Agua
- 1983 Calle Real
- 1984 Viviré
- 1986 Te lo dice Camarón
- 1987 Flamenco Vivo
- 1988 Disco de Oro
- 1989 Soy gitano
- 1991 Autorretrato
- 1992 Potro de Rabia y Miel
- 1993 Camarón Nuestro
- 1999 París 1987
- 2000 Camarón, Antología Inédita

### Soloalben und weitere Werke
| Jahr | Titel                 | Höchstplatzierung, Gesamtwochen, AuszeichnungChartsChartplatzierungen (Jahr, Titel, Platzierungen, Wochen, Auszeichnungen, Anmerkungen) | Anmerkungen                                      |
| Jahr | Titel                 | ES | Anmerkungen                                      |
| ---- | --------------------- | --- | ------------------------------------------------ |
| 2000 | Spain                 | ES71 (12 Wo.)ES | mit Michel Camilo                                |
| 2006 | Spain Again           | ES22 (9 Wo.)ES | mit Michel Camilo                                |
| 2010 | Sonanta suite         | ES36 (1 Wo.)ES | mit Orquesta Nacional de España unter Josep Pons |
| 2013 | Soy Flamenco          | ES64 (5 Wo.)ES |                                                  |
| 2016 | Spain Forever         | ES33 (19 Wo.)ES | mit Michel Camilo                                |
| 2018 | De verdad             | ES7 (13 Wo.)ES | mit José Mercé                                   |
| 2019 | Concierto de aranjuez | ES93 (2 Wo.)ES |                                                  |

grau schraffiert: keine Chartdaten aus diesem Jahr verfügbar
Weitere Alben
- 1987 Rosas del Amor
- 1991 Barrio Negro
- 1997 Guitarra Gitana
- 2001 Paseo de los Castaños
- 2002 Tomatito
- 2004 Aguadulce (mit El Potito, El Guadiana, El Cigala sowie Mari Angeles F. Torres, seiner Tochter)

### Singles
- 2011: Mi santa (US: ×4Vierfachplatin (Latin) )[4]

### Filmografie
- 1995 Flamenco als Schauspieler/Musiker
- 1997 Bin ich schön? als Komponist
- 2000 Vengo als Schauspieler/Musiker
- 2002 Salomé als Komponist